# Chiletricha spinulosa
Chiletricha spinulosa är en tvåvingeart som beskrevs av Chandler 2002. Chiletricha spinulosa ingår i släktet Chiletricha och familjen Rangomaramidae. Inga underarter finns listade i Catalogue of Life.